# Business to Government
Il commercio elettronico (e-commerce) di tipo Business to Government, abbreviato B2G è il commercio elettronico tra operatori del mercato (Business) e strutture della pubblica amministrazione (Government). 
 
È detto anche Business to Administration (B2A). 

Un tipo di commercio elettronico si realizza, nel campo degli approvvigionamenti pubblici, con l'E-procurement, ovvero con gli acquisti pubblici effettuati tramite piattaforme telematiche .